# آنا جی. هریسون
آنا جی. هریسون (انگلیسی: Anna J. Harrison؛ زاده ۲۳ دسامبر ۱۹۱۲ درگذشته ۸ اوت ۱۹۹۸) یک دانشمند اهل ایالات متحده آمریکا بود.